# X-Seed 4000
X-Seed 4000 – najwyższy budynek, jaki kiedykolwiek zaprojektowano w historii świata. 
Obiekt miałby mieć 4 kilometry wysokości, 6 kilometrów średnicy przy podstawie, a 800 pięter mogłoby pomieścić od 500 tysięcy do miliona mieszkańców. Został zaprojektowany dla Tokio przez firmę Taisei Construction Corporation jako futurystyczne środowisko łączące ultranowoczesny styl życia z kontaktem z przyrodą. X-Seed 4000 musiałby w stopniu większym, niż jakikolwiek konwencjonalny wieżowiec, chronić znajdujących się w środku ludzi przed zmianami ciśnienia i warunkami atmosferycznymi. Projekt zakłada użycie energii słonecznej do utrzymania stałych warunków środowiskowych wewnątrz budowli.
Położenie na morzu oraz kształt przypominający górę Fudżi (wulkan, symbol i najwyższy szczyt Japonii), to cechy wyróżniające obiekt spośród innych podobnych wizji. Góra Fudżi ma 3776 metrów wysokości, byłaby zatem niższa od wieżowca o ponad 200 m. Szacuje się, że koszt budowy mógłby wynieść od 300 do 900 miliardów dolarów USA (wartość w roku 2006).